# Die Göttin im Putzzimmer
Die Göttin im Putzzimmer ist ein achtstimmiger gemischter Chor a cappella von Richard Strauss (1864–1949) nach einem Text von Friedrich Rückert. Das mit dem Text: „Welche chaotische Haushälterei“ beginnende Werk ohne Opuszahl ist 1935 entstanden; in den Katalogen von Erich Hermann Mueller von Asow und Franz Trenner trägt es die Nummern AV 120 bzw. TrV 267.